# Denis Glavina
Denis Glavina (ur. 3 marca 1986 w Čakovcu) – chorwacki piłkarz występujący na pozycji pomocnika w klubie Akżajyk Orał.

## Kariera piłkarska

### Kariera klubowa
Glavina rozpoczynał swoją karierę piłkarską w Dinamie Zagrzeb, gdzie grał w drużynie juniorów. W styczniu 2004 roku, w wieku 18 lat, przeszedł do Dynama Kijów, w którym występował w zespole rezerw. Był kilkukrotnie wypożyczany - najpierw do Dnipra Dniepropetrowsk, a potem do Worskły Połtawa. W czerwcu 2008 roku podpisał 4-letni kontrakt z klubem "biało-zielonych". Na początku 2009 roku trafił na półroczne wypożyczenie do Dinama Zagrzeb. W lipcu podpisał umowę z Arką Gdynia, którą reprezentował przez jeden sezon. Rozegrał w Ekstraklasie 20 spotkań, zdobywając jednego gola. W 2012 roku Glavina powrócił do ojczyzny, zostając zawodnikiem NK Varaždin, a następnie RNK Split. Później występował w takich klubach jak: NK Zavrč, Toboł Kustanaj, Akżajyk Orał i Żetysu Tałdykorgan.

### Kariera reprezentacyjna
Glavina występował w młodzieżowej reprezentacji Chorwacji U-21.

## Nagrody i odznaczenia
- Worskła Połtawa
  - Puchar Ukrainy: 2009
- Dinamo Zagrzeb
  - Prva hrvatska nogometna liga: 2010